# Julien Cardy
Pour les articles homonymes, voir Cardy.
Julien Cardy, né le 29 septembre 1981 à Pau, est un footballeur français.

## Biographie
Julien Cardy débute le football à la JAB de Pau, club de Jean-Michel Larqué, puis au FA Bourbaki.
Cardy intègre le centre de formation du FC Nantes en 1996 puis il rejoint le Toulouse FC en 2000 où il finit sa formation et joue deux rencontres avec l'équipe réserve de CFA. Le club subit des problèmes financiers et chute alors en National, un an après son arrivée. Cette double rétrogradation lui permet d'intégrer l'équipe première à l'âge de 19 ans. Le club choisit de lancer ses jeunes du centre de formation afin de remonter le club en Ligue 1. Il signe ainsi son premier contrat professionnel, et connaît deux montées successives jusqu'en Ligue 1. En août 2001, il refuse de répondre à l'appel de l'équipe de France Universitaire qui dispute l'Universiade d'été à Pékin.
À l'été 2006, il signe au FC Metz pour aider le club à retrouver la Ligue 1, mission qu'il réussit très bien. Mais une blessure lors d'un match de préparation en août 2007 le tient éloigné des terrains pendant six mois, qu'il retrouve en janvier 2008 à Vesoul, à l'occasion d'un match de Coupe de France. De nouveau blessé, il met un terme à sa saison dès le mois de février au cours de laquelle il n'a fait que deux apparitions en équipe première.
Le 23 juin 2010, il signe un contrat de trois ans avec le Tours FC. Le 1er novembre 2010, il inscrit son premier but sous les couleurs du Tours FC sur penalty contre LB Châteauroux (score final 2-0). À la fin du championnat 2011-2012, il quitte le club après deux saisons, les dirigeants ne lui ont pas proposé une prolongation de contrat, il quitte le Tours FC après 72 matchs et 8 buts .
À l'été 2012, il rejoint l'AC Arles-Avignon. Il inscrit son premier but sous ses nouvelles couleurs face au SCO Angers lors d'une victoire 2-0, d'un corner direct.
Après deux ans avec la formation provençale et en fin de contrat, Julien Cardy s'engage avec l'En Avant Guingamp, en Ligue 1, pour une durée de deux ans, dont une année en option. Il se blesse gravement lors du Trophée des champions, son premier match officiel avec l'EAG, aux ligaments croisés du genou. Il effectue son retour sur les pelouses le 2 mai 2015 en entrant en jeu lors de la 35e journée face au Stade de Reims.

## Palmarès
- Champion de Ligue 2 en 2003 avec le Toulouse FC et en 2007 avec le FC Metz.

## Statistiques
| Saison                | Club                  | Championnat           | Championnat | Championnat | Coupe nationale | Coupe nationale | Coupe de la Ligue | Coupe de la Ligue | Supercoupe | Supercoupe | Compétition(s) continentale(s) | Compétition(s) continentale(s) | Compétition(s) continentale(s) | Total | Total |
| Saison                | Club                  | Division              | M.          | B.          | M.              | B.              | M.                | B.                | M.         | B.         | Comp.                          | M.                             | B.                             | M.    | B.    |
| 2001–2002             | Toulouse FC           | National              | 36          | 2           | 1               | 0               | 1                 | 0                 | -          | -          | -                              | -                              | -                              | 38    | 2     |
| 2002–2003             | Toulouse FC           | Ligue 2               | 35          | 0           | 3               | 0               | 1                 | 0                 | -          | -          | -                              | -                              | -                              | 39    | 0     |
| 2003–2004             | Toulouse FC           | Ligue 1               | 28          | 1           | 1               | 0               | 1                 | 0                 | -          | -          | -                              | -                              | -                              | 30    | 1     |
| 2004–2005             | Toulouse FC           | Ligue 1               | 22          | 0           | 2               | 0               | 0                 | 0                 | -          | -          | -                              | -                              | -                              | 24    | 0     |
| 2005–2006             | Toulouse FC           | Ligue 1               | 21          | 0           | 1               | 0               | 1                 | 0                 | -          | -          | -                              | -                              | -                              | 23    | 0     |
| Sous-total            | Sous-total            | Sous-total            | 142         | 3           | 8               | 0               | 4                 | 0                 | -          | -          | -                              | -                              | -                              | 154   | 3     |
| 2006–2007             | FC Metz               | Ligue 2               | 36          | 6           | 3               | 1               | 1                 | 0                 | -          | -          | -                              | -                              | -                              | 40    | 7     |
| 2007–2008             | FC Metz               | Ligue 1               | 1           | 0           | 1               | 0               | 0                 | 0                 | -          | -          | -                              | -                              | -                              | 2     | 0     |
| 2008–2009             | FC Metz               | Ligue 2               | 31          | 1           | 1               | 0               | 4                 | 0                 | -          | -          | -                              | -                              | -                              | 36    | 1     |
| 2009–2010             | FC Metz               | Ligue 2               | 32          | 2           | 1               | 0               | 2                 | 0                 | -          | -          | -                              | -                              | -                              | 35    | 2     |
| Sous-total            | Sous-total            | Sous-total            | 100         | 9           | 6               | 1               | 7                 | 0                 | -          | -          | -                              | -                              | -                              | 113   | 10    |
| 2010–2011             | Tours FC              | Ligue 2               | 35          | 3           | 1               | 1               | 1                 | 0                 | -          | -          | -                              | -                              | -                              | 37    | 4     |
| 2011–2012             | Tours FC              | Ligue 2               | 29          | 3           | 4               | 0               | 2                 | 1                 | -          | -          | -                              | -                              | -                              | 35    | 4     |
| Sous-total            | Sous-total            | Sous-total            | 64          | 6           | 5               | 1               | 3                 | 1                 | -          | -          | -                              | -                              | -                              | 72    | 8     |
| 2012-2013             | AC Arles-Avignon      | Ligue 2               | 25          | 1           | 1               | 0               | 3                 | 0                 | -          | -          | -                              | -                              | -                              | 29    | 1     |
| 2013-2014             | AC Arles-Avignon      | Ligue 2               | 29          | 1           | 0               | 0               | 1                 | 0                 | -          | -          | -                              | -                              | -                              | 30    | 1     |
| Sous-total            | Sous-total            | Sous-total            | 54          | 2           | 1               | 0               | 4                 | 0                 | -          | -          | -                              | -                              | -                              | 59    | 2     |
| 2014-2015             | EA Guingamp           | Ligue 1               | 2           | 0           | 0               | 0               | 0                 | 0                 | 1          | 0          | C3                             | 0                              | 0                              | 3     | 0     |
| 2015-2016             | EA Guingamp           | Ligue 1               | 14          | 0           | 0               | 0               | 2                 | 0                 | -          | -          | -                              | -                              | -                              | 16    | 0     |
| Sous-total            | Sous-total            | Sous-total            | 16          | 0           | 0               | 0               | 2                 | 0                 | 1          | 0          | -                              | 0                              | 0                              | 19    | 0     |
| Total sur la carrière | Total sur la carrière | Total sur la carrière | 376         | 20          | 20              | 2               | 20                | 1                 | 1          | 0          | -                              | 0                              | 0                              | 417   | 23    |